# Étusson

Étusson este o comună în departamentul Deux-Sèvres, Franța. În 2009 avea o populație de 325 de locuitori.